# لوغان (نيومكسيكو)
لوغان (بالإنجليزية: Logan, New Mexico)‏ هي بلدة تقع في الولايات المتحدة في مقاطعة كواي، نيومكسيكو. يقدر عدد سكانها بـ 1,094 نسمة ومساحتها 21.8 كم2 وترتفع عن سطح البحر 1,164 متر.

## التركيبة السكانية
حدّد مكتب تعداد الولايات المتحدة بيانات التركيبة السكانية للوغان في تعداد الولايات المتحدة. في ما يلي، التركيبة السكانية حسب تعدادي 2000 و2010.

### تعداد عام 2000
بلغ عدد سكان لوغان 1,094 نسمة بحسب تعداد عام 2000، وبلغ عدد الأسر 485 أسرة وعدد العائلات 343 عائلة مقيمة في القرية. في حين سجلت الكثافة السكانية 37.4 نسمة لكل كيلومتر مربع (96.9/ميل2). وبلغ عدد الوحدات السكنية 1,010 وحدة بمتوسط كثافة قدره 34.5 لكل كيلومتر مربع (89.4/ميل2).
وتوزع التركيب العرقي للقرية بنسبة 89.21% من البيض و0.27% من الأمريكيين الأفارقة و1.01% من الأمريكيين الأصليين و0.18% من سكان جزر المحيط الهادئ و6.12% من الأعراق الأخرى و3.20% من عرقين مختلطين أو أكثر و20.38% من الهسبانيون أو اللاتينيون من أي عرق.
بلغ عدد الأسر 485 أسرة كانت نسبة 26% منها لديها أطفال تحت سن الثامنة عشر تعيش معهم، وبلغت نسبة الأزواج القاطنين مع بعضهم البعض 60% من أصل المجموع الكلي للأسر، ونسبة 8% من الأسر كان لديها معيلات من الإناث دون وجود شريك،  بينما كانت نسبة 2.7% من الأسر لديها معيلون من الذكور دون وجود شريكة وكانت نسبة 29.3% من غير العائلات. تألفت نسبة 27.8% من أصل جميع الأسر من عدة أفراد يعيشون في نفس المنزل ونسبة 15.7% كانت تتألف من شخص يعيش بمفرده يبلغ من العمر 65 عاماً أو أكثر. وبلغ متوسط حجم الأسرة المعيشية 2.26، أما متوسط حجم العائلات فبلغ 2.71.
بلغ العمر الوسطي للسكان 48.0 عاماً. وكانت نسبة 21.2% من القاطنين تحت سن الثامنة عشر، وكانت نسبة 4.8% بين الثامنة عشر والرابعة والعشرين عاماً، ونسبة 19.7% كانت واقعةً في الفئة العمرية ما بين الخامسة والعشرين والرابعة والأربعين عاماً، ونسبة 27.1% كانت ما بين الخامسة والأربعين والرابعة والستين، ونسبة 27.1% كانت ضمن فئة الخامسة والستين عاماً فما فوق. يوجد لكل 100 أنثى 97.1 ذكر، ويوجد لكل 100 أنثى في الثامنة عشر من عمرها فما فوق 96.4 ذكر.
بلغ متوسط دخل الأسرة في القرية 24,871 دولارًا، أما متوسط دخل العائلة فبلغ 31,528 دولارًا. وكان متوسط دخل الذكور 28,125 دولارًا مقابل 16,393 دولارًا للإناث. وسجل دخل الفرد الخاص بالقرية 13,069 دولارًا. وكانت نسبة 7.1% من العائلات ونسبة 11.1% من السكان تحت خط الفقر، وكان من هؤلاء نسبة 12.2% تحت سن الثامنة عشر ونسبة 9.7% في الخامسة والستين من العمر وما فوق.

### تعداد عام 2010
بلغ عدد سكان لوغان 1,042 نسمة بحسب تعداد عام 2010، وبلغ عدد الأسر 515 أسرة وعدد العائلات 327 عائلة مقيمة في القرية. في حين سجلت الكثافة السكانية 35.6 نسمة لكل كيلومتر مربع (92.2/ميل2). وبلغ عدد الوحدات السكنية 1,048 وحدة بمتوسط كثافة قدره 35.8 لكل كيلومتر مربع (92.7/ميل2).
وتوزع التركيب العرقي للقرية بنسبة 92.71% من البيض و0.38% من الأمريكيين الأفارقة و1.06% من الأمريكيين الأصليين و0.19% من الأمريكيين ذوي الأصول الآسيوية و4.03% من الأعراق الأخرى و1.63% من عرقين مختلطين أو أكثر و18.62% من الهسبانيون أو اللاتينيون من أي عرق.
بلغ عدد الأسر 515 أسرة كانت نسبة 19.4% منها لديها أطفال تحت سن الثامنة عشر تعيش معهم، وبلغت نسبة الأزواج القاطنين مع بعضهم البعض 52.8% من أصل المجموع الكلي للأسر، ونسبة 7.2% من الأسر كان لديها معيلات من الإناث دون وجود شريك،  بينما كانت نسبة 3.5% من الأسر لديها معيلون من الذكور دون وجود شريكة وكانت نسبة 36.5% من غير العائلات. تألفت نسبة 33.6% من أصل جميع الأسر من عدة أفراد يعيشون في نفس المنزل ونسبة 17.9% كانت تتألف من شخص يعيش بمفرده يبلغ من العمر 65 عاماً أو أكثر. وبلغ متوسط حجم الأسرة المعيشية 2.02، أما متوسط حجم العائلات فبلغ 2.50.
بلغ العمر الوسطي للسكان 53.9 عاماً. وكانت نسبة 15.3% من القاطنين تحت سن الثامنة عشر، وكانت نسبة 4.1% بين الثامنة عشر والرابعة والعشرين عاماً، ونسبة 16.4% كانت واقعةً في الفئة العمرية ما بين الخامسة والعشرين والرابعة والأربعين عاماً، ونسبة 35.8% كانت ما بين الخامسة والأربعين والرابعة والستين، ونسبة 28.4% كانت ضمن فئة الخامسة والستين عاماً فما فوق. وتوزع التركيب الجنسي للسكان بنسبة 48.8% ذكور و51.2% إناث.